# Barnabiti
Barnabiti su katolički crkveni red. Utemeljili su ga sveti Antun Marija Zaharija, blaženi Bartolomej Ferrari (Bartolomeo Ferrari) i kardinal blaženi Jakov Antun Morigia (Giacomo Antonio Morigia), 1530. godine, a odobrio ga je papa Klement VII., u Vota per quae vos 1533. godine. Latinski naziv za ovaj red je Clericorum Regularium S. Pauli, kraticom: C.R.S.P.
Iako ga kasnije potvrde tako nazivaju, danas ga se još uvijek tretira kao kongregacijom. 
Poznatije crkve i samostani: crkva sv. Barnabe u Milanu.
Barnabiti su, nakon što je ukinut isusovački red bili jednima od upravitelja hrvatskog kolegija u Loretu.
Sveci, blaženici i sluge božje iz njihovih redova: sveti Antun Marija Zaharija, blaženi Bartolomej Ferrari (Bartolomeo Ferrari) i kardinal blaženi Jakov Antun Morigia (Giacomo Antonio Morigia)

## Zanimljivosti
U Afganistanu su vodili misiju od 1933. Rad iste je bio u prekidu samo za vrijeme talibanskog režima.